# US-amerikanische Filmproduktionsgesellschaften
Der Artikel US-amerikanische Filmproduktionsgesellschaften bietet einen Überblick über die Unternehmen in den Vereinigten Staaten, die Filme entwickeln, finanzieren und produzieren – sowohl in der Stummfilmzeit, als auch in der Tonfilmzeit.

## Stummfilmzeit

### Amerikanischer Osten
| Filmgesellschaft                 | Gründung und Bestehen                                                                                     | Filmbeispiele                                      | Gesamtproduktion (Quelle: IMDb) |
| -------------------------------- | --- | -------------------------------------------------- | ------------------------------- |
| Famous Players Film Corporation  | 1912 von Adolph Zukor, Daniel Frohman und Edwin S. Porter in New York City gegründet                      |                                                    | 1913–19: 140 Filme              |
| Famous Players-Lasky Corporation | 1916 durch Zusammenschluss der Famous Players Corp. mit der Jesse L. Lasky Feature Play Company gegründet | Hearts of the World (1918), Male and Female (1919) | 1916–27: 567 Filme              |
| Wharton Studio                   | von Leopold Wharton ca. 1916 in Ithaca, New York gegründet                                                |                                                    | ca. 1916–26                     |
| The Vitaphone Corporation        | 1926 in Brooklyn, New York gegründet                                                                      | I Am a Fugitive from a Chain Gang (1932)           | 1927–59: 584 Filme              |

### Hollywood
Zu Beginn des 20. Jahrhunderts verließen verschiedene Filmgesellschaften ihre bisherigen Standorte im amerikanischen Osten und übersiedelten in den Bereich des heutigen Hollywood, wo das zuverlässig sonnige Wetter und die weite, vielgestaltige und unzersiedelte Landschaft bessere Drehbedingungen als der amerikanische Nordosten boten. Außerdem war es für die Filmunternehmer in Kalifornien – Tausende von Kilometern von New Jersey, dem Standort der Motion Picture Patents Company, entfernt – einfacher als an der Ostküste, Thomas Edisons zahllose Filmpatente zu ignorieren, die die Produktion von Filmen bisher wenig rentabel gemacht hatten.
Die erste Filmgesellschaft, die in die Region kam, war die Selig Polyscope Company (1896 in Chicago gegründet). 1909 errichtete diese Firma in Ebendale, einem kleinen Ort nördlich von Los Angeles, ein kleines Filmstudio. 1910 schickte die New Yorker Biograph Company ihren Regisseur David Wark Griffith nach Los Angeles, um in der Umgebung der Stadt den Film „In Old California“ zu drehen. Griffith wählte für die Dreharbeiten die Region aus, die heute Hollywood heißt. Weitere Filme folgten, und die Vorteile des Standorts begannen sich unter den Produzenten herumzusprechen. 1911 eröffnete die Nestor Motion Picture Company ein Filmstudio in Hollywood; 15 weitere unabhängige Produzenten folgten noch im selben Jahr. 1913 kam Cecil B. DeMille nach Hollywood, um in einem angemieteten Studio seinen Film „The Squaw Man“ zu drehen.
Seit der zweiten Dekade des 20. Jahrhunderts bilden der Distrikt Hollywood im Nordwesten von Downtown Los Angeles und die Nachbarbezirke Burbank und Westside den Hauptstandort der amerikanischen Filmindustrie.
| Filmgesellschaft                           | Gründung und Bestehen | Filmbeispiele                                                                                  | Gesamtproduktion (Quelle: IMDb)                                                                          |
| ------------------------------------------ | --- | ---------------------------------------------------------------------------------------------- | --- |
| Selig Polyscope Company                    | 1896 von William Selig in Chicago gegründet; seit 1909 Niederlassung in Ebendale/Kalifornien | Damon and Pythias (1908; erster Zweiakter der amerikanischen Filmgeschichte)                   | 1898–1921: 1.297 Filme                                                                                   |
| American Vitagraph Company                 | 1897 von James Stuart Blackton, Albert E. Smith und Ronald A. Reader in Brooklyn/New York gegründet; 1900 umbenannt in The Vitagraph Company of America; seit 1910 in Hollywood; 1925 von Warner Bros. aufgekauft                                | Erstverfilmungen mehrerer Shakespeare-Dramen                                                   | 1898–1927: 2.534 Filme                                                                                   |
| Biograph Company                           | 1895 als „American Mutoscope and Biograph Company“ in New York City gegründet; seit 1910 in Hollywood | Judith von Bethulien (1914)                                                                    | 1900–1916 (Biograph Company): 991 Filme; 1896–heute (American Mutoscope & Biograph Company): 1.768 Filme |
| Essanay Film Manufacturing Company         | 1907 in Chicago gegründet; seit 1912 in Hollywood; 1917 aufgelöst | Brocho Billy-Western von Gilbert M. Anderson; Filme von Charles Chaplin                        | 1907–1917: 1.542 Filme                                                                                   |
| Nestor Motion Picture Company              | 1907 als „Centaur Film Company“ in Bayonne, New Jersey gegründet; seit 1911 in Hollywood; 1912 in die Universal Film Company eingegliedert |                                                                                                | 1910–1922: 644 Filme                                                                                     |
| First National Pictures Inc.               | | Gewehr über (1918), Die Spur des Falken (1941)                                                 | 1911–1949: 563 Filme                                                                                     |
| Keystone Film Company                      | 1912 von Mack Sennett in Glendale, Kalifornien gegründet | Tillie’s Punctured Romance (1914)                                                              | 1912–1919: 508 Filme                                                                                     |
| Universal Film Manufacturing Company       | 1912 von Carl Laemmle in Universal City gegründet | Where Are My Children? (1916), Blinde Ehemänner (1919)                                         | 1913–29: 2.031 Filme                                                                                     |
| Kalem Company                              | 1907 von Frank J. Marion, Samuel Long und George Kleine in New York City gegründet; seit 1913 in Hollywood | From the Manger to the Cross (1912)                                                            | 1907–1918: 1.012 Filme                                                                                   |
| Mutual Film Corporation                    | 1906 von John R. Freuler und Harry E. Aitken in Milwaukee/Wisconsin gegründet; später auch ein Studio in Los Angeles; ging später in RKO Pictures auf                                                                                            |                                                                                                | 1913–1918: 29 Filme                                                                                      |
| Jesse L. Lasky Feature Play Company        | 1914 von Jesse L. Lasky, Samuel Goldwyn und Cecil B. DeMille in Hollywood gegründet | The Cheat (1915)                                                                               | 1914–1919: 150 Filme                                                                                     |
| Metro Pictures Corporation                 | 1914 von Richard A. Rowland und Louis B. Mayer in New York City gegründet; seit 1915 auch in Hollywood | The Four Horsemen of the Apocalypse (1921)                                                     | 1915–1924: 193 Filme                                                                                     |
| National Film Corporation of America       | 1915 von William Parsons gegründet | Tarzan of the Apes (1918)                                                                      | 1915–24: 27 Filme                                                                                        |
| Triangle Film Corporation                  | im Sommer 1915 von Harry and Roy Aitken in Hollywood gegründet | Intoleranz (1916), Hell’s Hinges (1916)                                                        | 1915–22: 245 Filme                                                                                       |
| Mary Pickford Company                      | | Amarilly of Clothes-Line Alley (1918), Daddy-Long-Legs (1919), My Best Girl (1927)             | 1916–1933: 22 Filme                                                                                      |
| Charles Chaplin Productions                | 1917 von Charles Chaplin in Hollywood gegründet | Goldrausch (1925), Moderne Zeiten (1936), Der große Diktator (1940)                            | 1922–1959: 11 Filme                                                                                      |
| Douglas Fairbanks Pictures Corp.           | 1917 von Douglas Fairbanks sen. in Hollywood gegründet | Der Dieb von Bagdad (1924)                                                                     | 1917–1924: 19 Filme                                                                                      |
| Fox Film Corporation                       | 1915 von William Fox als Zusammenschluss der Greater New York Rental und der Fox Office Attractions Company in Fort Lee, New Jersey gegründet; seit 1917 in Hollywood; 1935 in die 20th Century Fox eingegliedert                                | The Nigger (1915), Regeneration (1915), Sonnenaufgang – Lied von zwei Menschen (1927)          | 1914–1935: 1.369 Filme                                                                                   |
| Louis B. Mayer Pictures                    | 1917 oder 1918 von Louis B. Mayer in Los Angeles gegründet | Her Kingdom of Dreams (1919)                                                                   | 1918–1925: 31 Filme                                                                                      |
| Hal Roach Studios Inc.                     | | Ausgerechnet Wolkenkratzer (1923)                                                              | 1919–2002: 899 Filme                                                                                     |
| D. W. Griffith Productions                 | um 1918 von D. W. Griffith in Hollywood gegründet | Hearts of the World (1918), Gebrochene Blüten (1919)                                           | 1918–1931: 19 Filme                                                                                      |
| Goldwyn Picture Corporation                | 1916 von Samuel Goldwyn u. a. in Fort Lee, New Jersey gegründet; seit 1920 auch in Culver City, Kalifornien | The Penalty (1920)                                                                             | 1917–1924: 189 Filme                                                                                     |
| Buster Keaton Productions Inc.             | Von Buster Keaton nach seiner Trennung von Fatty Arbuckle (1920) in Hollywood gegründet | The Balloonatic (1922), Der Navigator (1924), Der General (1926), Steamboat Bill junior (1928) | 1922–1928: 11 Filme                                                                                      |
| The Harold Lloyd Corporation               | Ende 1923 von Harold Lloyd gegründet | The Freshman (1925), The Kid Brother (1927)                                                    | 1924–38: 12 Filme                                                                                        |
| Walt Disney Pictures                       | 1923 von den Brüdern Walt und Roy Disney als The Disney Bros. Cartoon Studio in Burbank/Kalifornien gegründet; 1925 in Walt Disney Studios umbenannt; 1929 in Walt Disney Productions, Ltd. umbenannt; 1986 in The Walt Disney Company umbenannt | Schneewittchen und die sieben Zwerge (1937), Fantasia (1940), Das Dschungelbuch (1967)         | 1927–heute: 1.064 Filme                                                                                  |
| Paramount-Famous Players-Lasky Corporation | 1927 in New York gegründet, weitere Studios in Los Angeles | Der Hochzeitsmarsch (1928)                                                                     | 1918–1930: 153 Filme                                                                                     |
| Paramount Publix Corporation               | 1930 durch Umbenennung der Paramount-Famous Players-Lasky Corporation entstanden; direkter Vorläufer der Paramount | Ärger im Paradies (1932)                                                                       | |
| Twentieth Century Pictures                 | 1932 von Darryl F. Zanuck u. a. gegründet; 1935 in die 20th Century Fox eingegliedert | Les Misérables (1935), Show Them No Mercy! (1935)                                              | 1933–1936: 20 Filme                                                                                      |

## Tonfilmzeit

### Hollywood: Die acht Großen
In den 1930er und 1940er Jahren wurde der amerikanische Filmmarkt von fünf großen Filmstudios regiert, die in den Schlüsselbereichen Produktion, Verleih und Kinowesen ein Oligopol bildeten: Warner Bros., Metro-Goldwyn-Mayer, RKO Pictures, Paramount und 20th Century Fox. Drei weitere Produktionsfirmen, die „Little Three“ (Columbia Pictures, Universal Pictures und United Artists) waren in dieses Studiosystem zwar integriert, besaßen jedoch weitaus weniger Einfluss als die „Big Five“.
| Filmgesellschaft          | Gründung und Bestehen | Filmbeispiele | Gesamtproduktion |
| ------------------------- | --- | --- | --- |
| Warner Bros.              | Die Firma bestand als Gründung der Brüder Harry, Albert, Sam und Jack L. Warner mit wechselnden Standorten faktisch bereits seit 1903; 1918 Einrichtung eines Filmstudios in Hollywood; 1923 formelle Gründung der „Warner Bros. Pictures, Inc.“; 1972 Umbenennung in Warner Communications; 1989 mit dem Verlagshaus Time zu „Time Warner“ fusioniert         | Casablanca (1942), GoodFellas (1990), The Dark Knight (2008), Harry-Potter-Reihe, Matrix-Reihe                                                             | 1918–heute: 2.962 Filme |
| Metro-Goldwyn-Mayer (MGM) | 1924 aus dem Zusammenschluss von Metro Pictures Corporation, Goldwyn Picture Corporation und Louis B. Mayer Pictures gegründet; 2005 von Sony und 2022 von Amazon gekauft | Gier (1924), Die große Parade (1925), Das zauberhafte Land (1939), Der unsichtbare Dritte (1959), Doktor Schiwago (1965), 2001: Odyssee im Weltraum (1968) | 1924–heute: 2.859 Filme |
| RKO Pictures              | 1929 als Zusammenschluss mehrerer kleinerer Firmen gegründet; 1957 Produktionsbetrieb eingestellt | Der Glöckner von Notre Dame (1939), Citizen Kane (1941), Berüchtigt (1946), Ist das Leben nicht schön? (1946)                                              | 1929–1957: 1.171 Filme |
| Paramount Pictures        | als Nachfolgeunternehmen der Paramount-Famous Players-Lasky 1935 als Paramount Pictures, Inc. etabliert; 1994 von Viacom aufgekauft | Boulevard der Dämmerung (1950), Das Fenster zum Hof (1954), Vertigo (1958), Der Pate (1972), Indiana Jones (1981), Forrest Gump (1994), Titanic (1997)     | 1914–heute: 2.210 Filme |
| 20th Century Fox          | 1935 aus dem Zusammenschluss der Fox Film Corporation und der Twentieth Century Pictures entstanden; 1985 von Rupert Murdochs News Corporation aufgekauft. Im März 2019 von The Walt Disney Company übernommen und ab 2020 als 20th Century Studios weitergeführt.                                                                                             | Ritt zum Ox-Bow (1943), Alles über Eva (1950), Alien (1979), Avatar (2009), die Star-Wars-Reihe                                                            | 1935–heute (Twentieth Century Fox Film Corp.): 544 Filme; 1948–2020 (20th Century Fox): 946 Filme; 2020–heute (20th Century Studios): 3 Filme |
| Universal Pictures        | 1909 als Yankee Film Company vom Deutschen Carl Laemmle in New York City gegründet; Umbenennung in Independent Moving Picture Company of America (IMP); seit 1911 in Hollywood; 1912 Zusammenschluss mit einigen anderen Unternehmen und Umbenennung in Universal Pictures; 2004 mit dem Rundfunk- und Fernsehnetwork NBC zu NBC Universal zusammengeschlossen | Im Westen nichts Neues (1930), Der Clou (1973), Der weiße Hai (1975), E. T. – Der Außerirdische (1982), Schindlers Liste (1993), Jurassic Park (1993)      | 1910/11 (Yankee Film Company): 6 Filme; 1909–1917 (IMP): 760 Filme; 1916-heute (Universal Pictures): 3.335 Filme                              |
| United Artists            | 1919 von Charles Chaplin, Douglas Fairbanks, Mary Pickford und D. W. Griffith in Hollywood gegründet; 2005 von Sony aufgekauft | Der General (1926), Lichter der Großstadt (1931), Moderne Zeiten (1936), Der große Diktator (1940), Sein oder Nichtsein (1942)                             | 1921–heute: 121 Filme |
| Columbia Pictures         | 1924 aus der CBC Film Sales Corporation gegründet; 1989 von Sony aufgekauft | Die Faust im Nacken (1954), Taxi Driver (1976), Die Verurteilten (1994), Verrückte Weihnachten (2004)                                                      | 1915–heute: 2.979 Filme |

### Hollywood: Weitere Unternehmen
| Filmgesellschaft                | Gründung und Bestehen | Filmbeispiele | Gesamtproduktion        |
| ------------------------------- | --- | --- | ----------------------- |
| Selznick International Pictures | 1935 von David O. Selznick in Culver City, Kalifornien gegründet                                                                 | Von Winde verweht (1939), Rebecca (1940), Ich kämpfe um dich (1945)                                                      | 1936–53: 17 Filme       |
| Vanguard Films                  | 1943 von David O. Selznick gegründet                                                                                             | Die Wendeltreppe (1945), Jenny (1948)                                                                                    | 1944–52: 10 Filme       |
| Transatlantic Pictures          | 1947 von Alfred Hitchcock und Sidney Bernstein gegründet                                                                         | Cocktail für eine Leiche (1948)                                                                                          | 1948–49: 2 Filme        |
| Buena Vista                     | 1954 von Walt Disney gegründet.                                                                                                  | Born to be Wild – Saumäßig unterwegs (2006), The Sixth Sense (1999)                                                      | 1954–heute: 2.979 Filme |
| Shamley Productions             | 1955 von Alfred Hitchcock gegründet                                                                                              | Psycho (1960) |                         |
| Embassy Pictures Corporation    | ca. 1958 von Joseph E. Levine aus einem Vertriebsunternehmen gebildet                                                            | Die Reifeprüfung (1967), Der Löwe im Winter (1986)                                                                       | 1958–86: 26 Filme       |
| Hemdale Film Corporation        | 1967 von David Hemmings und John Daly in West Hollywood gegründet                                                                | The Terminator (1984), Platoon (1986)                                                                                    | 1970–92: 44 Filme       |
| New Line Cinema                 | 1967 von Robert Shaye als Filmvertrieb gegründet; später in ein Tochterunternehmen von Time Warner umgewandelt                   | Der Herr der Ringe (2001-03)                                                                                             | 1968–heute: 272 Filme   |
| Lions Gate Films                | Standorte in Santa Monica und New York City                                                                                      | Gods and Monsters (1998), Buffalo 66 (1998)                                                                              | 1970–heute: 110 Filme   |
| Malpaso Productions             | 1971 von Clint Eastwood in Los Angeles gegründet                                                                                 | Die Brücken am Fluss (1995), Mystic River (2003)                                                                         | 1988–2006: 19 Filme     |
| Chartoff-Winkler Production     | von Irwin Winkler und Robert I. Chartoff gegründet                                                                               | Rocky (1976), Wie ein wilder Stier (1980)                                                                                | 1972–heute: 17 Filme    |
| Orion Pictures Corporation      | 1978 als Joint Venture zwischen Warner Bros. und einer Gruppe von Managern von United Artists gegründet; 1998 von MGM aufgekauft | Das Schweigen der Lämmer (1991)                                                                                          | 1979–98: 76 Filme       |
| Miramax Films                   | 1979 von Harvey und Bob Weinstein gegründet                                                                                      | Pulp Fiction (1994), Der englische Patient (1996)                                                                        | 1985–heute: 203 Filme   |
| TriStar Pictures                | 1983 als Tochterunternehmen von Columbia Pictures gegründet                                                                      | Glory (1989), Besser geht es nicht (1997)                                                                                | 1984–heute: 143 Filme   |
| Amblin Entertainment            | 1984 von Steven Spielberg in Burbank gegründet                                                                                   | E. T. – Der Außerirdische (1982), Zurück in die Zukunft (1985), Schindlers Liste (1993), Jurassic Park (1993)            | 1981–heute: 100 Filme   |
| Touchstone Pictures             | 1984 als Tochterunternehmen der Walt Disney Company gegründet                                                                    | Splash – Eine Jungfrau am Haken (1984), Born to Be Wild – Saumäßig unterwegs (2007), Hör mal, wer da hämmert (1991–1999) | 1984–heute: 220 Filme   |
| Castle Rock Entertainment       | 1987 von Rob Reiner u. a. gegründet; 1994 von Turner Broadcasting System (TBS) aufgekauft; 1996 mit Time Warner fusioniert       | Die Verurteilten (1994)                                                                                                  | 1989–heute: 91 Filme    |
| Hollywood Pictures              | 1990 als Tochtergesellschaft der Walt Disney Company gegründet                                                                   | Arachnophobia (1990), Stay Alive (2006)                                                                                  | 1990–2001: 83 Filme     |
| Regency Enterprises             | | J. F. K. (1991), L. A. Confidential (1997)                                                                               | 1990–heute: 72 Filme    |
| Section Eight                   | von George Clooney und Steven Soderbergh als Tochterunternehmen von Warner Bros. gegründet                                       | Insomnia (2002), Far from Heaven (2002)                                                                                  | 1990–2006: 32 Filme     |
| PolyGram Filmed Entertainment   | 1991 als britisches Unternehmen mit Sitz in London gegründet, 1999 mit Universal Pictures vereinigt; Sitz in Beverly Hills       | Nell (1994), Fargo (1996)                                                                                                | 1980–2000: 145 Filme    |
| Gramercy Pictures               | 1992 von Tom Pollock gegründet                                                                                                   | Fargo (1996), Being John Malkovich (1999)                                                                                | 1993–heute: 14 Filme    |
| Jersey Films                    | 1992 von Danny DeVito und Michael Shamberg in Los Angeles gegründet                                                              | Pulp Fiction (1994), Erin Brockovich (2000)                                                                              | 1992–heute: 24 Filme    |
| A Band Apart                    | von Quentin Tarantino und Lawrence Bender in Los Angeles gegründet                                                               | Pulp Fiction (1994) | 1994–heute: 25 Filme    |
| DreamWorks SKG                  | 1994 von Steven Spielberg, Jeffrey Katzenberg und David Geffen gegründet; 2005 von Viacom aufgekauft                             | American Beauty (1999)                                                                                                   | 1996–heute: 137 Filme   |
| Fox Searchlight Pictures        | 1994 als Tochterunternehmen der Twentieth Century Fox gegründet                                                                  | Quills (2000), Sideways (2004)                                                                                           | 1996–heute: 43 Filme    |
| Fox 2000 Pictures               | von Sandy Isaac als Tochterunternehmen von Fox Filmed Entertainment (FFE) gegründet                                              | Fight Club (1999), Phone Booth (2002)                                                                                    | 1996–heute: 47 Filme    |
| Anonymous Content               | 1999 in Culver City gegründet | Vergiss mein nicht! (2004), 50 erste Dates (2004), Fall 39 (2009)                                                        | 2000–heute: 20 Filme    |
| Skydance Media                  | 2006 von David Ellison in Santa Monica, Kalifornien gegründet                                                                    | True Grit (2010) | 2006–heute: 22 Filme    |
| A24                             | 2012 in New York und Los Angeles gegründet                                                                                       | Spring Breakers (2012), Ex Machina (2015), Raum (2015)                                                                   | 2012–heute: 46 Filme    |

### Firmen außerhalb von Hollywood
| Filmgesellschaft                   | Gründung und Bestehen                                                                                           | Filmbeispiele                                           | Gesamtproduktion (Quelle: IMDb) |
| ---------------------------------- | --- | ------------------------------------------------------- | ------------------------------- |
| American Zoetrope/Zoetrope Studios | von Francis Ford Coppola in San Francisco gegründet                                                             | Der Dialog (1974), Lost in Translation (2003)           | 1969–heute: 63 Filme            |
| The Saul Zaentz Company            | Standort in Berkeley, Kalifornien                                                                               | Amadeus (1984)                                          | 1984–heute: 9 Filme             |
| Lucasfilm Ltd.                     | 1971 von George Lucas in Marin County, Kalifornien (bei San Francisco) gegründet                                | Star Wars (1977), Indiana Jones (1981)                  | 1986–heute: 63 Filme            |
| Pixar Animation Studios            | 1986 in Emeryville, Kalifornien (bei San Francisco) gegründet                                                   | Toy Story (1995), Findet Nemo (2003)                    | 1984–heute: 28 Filme            |
| View Askew Productions             | 1994 von Kevin Smith und Scott Mosier in Red Bank, New Jersey                                                   | Dogma (1999), Jay und Silent Bob schlagen zurück (2001) | 1994–heute: 11 Filme            |
| Newmarket Capital Group LLC        | 1994 von William Tyrer und Chris Ball in New York City gegründet                                                | Topsy-Turvy (1999), Memento (2000)                      | 1995–heute: 27 Filme            |
| Focus Features                     | 2002 in New York aus dem Zusammenschluss von USA Films und Good Machine gegründet; gehört zu Universal Pictures | Vergiss mein nicht! (2004)                              | 2002–heute: 22 Filme            |
| This Is That Productions           | Standort in New York City                                                                                       | 21 Gramm (2003), Vergiss mein nicht! (2004)             | 2003–heute: 12 Filme            |